# Кромський Ігнат Володимирович
Кромський Ігна́т Володи́мирович (8 квітня 1986, Харків, СРСР) — український колабораціоніст з Росією, проросійський сепаратист, активний учасник Антимайданів у Києві та Харкові (2014). Став широковідомим за прізвиськом Топаз після появи у відео з Маріїнського парку, відзнятого журналістом Сергієм Рульовим.

## Життєпис
Харків'янин Ігнат Кромський був одним з керівників охорони Антимайдану в Маріїнському парку в Києві. Після появи в інтернеті відео скандального журналіста Сергія Рульова, став відомим за прізвиськом Топаз. Зйомка переривається на моменті, коли на автора відео нападають «тітушки» і він починає волати про допомогу, звертаючись до Кромського: «Топазе, дай команду!». Цей вираз став інтернет-мемом, що був доволі популярним під час Євромайдану. Наступного дня Ігната затримали на Русанівці активісти самооборони, коли той повертався до Харкова. Зрештою, Кромського відпустили і він зміг дістатися додому.
27 лютого «Топаз» у відеозверненні закликав президента Росії Володимира Путіна ввести війська в Україну для «захисту населення». Протягом двох наступних днів Кромський бере участь у бійках за контроль над будівлею Харківської ОДА, яку врешті-решт зайняли представники Антимайдану. Представників проукраїнської сторони ставили на коліна та морально принижували. 14 березня після подій на вулиці Римарській у Харкові, під час яких загинули 2 чоловіків, Ігнат Кромський дав інтерв'ю кореспонденту російського портала LifeNews, де зазначив, що конфлікт був спровокований представниками «Правого сектора».
23 березня на мітингу біля харківської міськради «Топаз» відкрито агітував людей за федералізацію України та проросійський Харків. 28 березня у ЗМІ з'явилася інформація, що Кромського було заарештовано у Харкові за рішенням суду. Як запобіжний захід для нього було обрано перебування під домашнім арештом.
7 квітня 2014 року Кромський зрізав електронний браслет і втік з-під домашнього арешту. За інформацією очевидців він знаходився у будівлі Харківської ОДА, яку було захоплено проросійськими активістами. Наступного дня представники МВС заявили, що він буде поданий у розшук. 25 квітня «Топаза» затримали вдруге під час зустрічі з журналісткою російського каналу LifeNews.
12 травня 2014 року Апеляційний суд залишив Ігната Кромського під вартою до 28 травня.
Пізніше термін утримання під вартою неодноразово продовжувався. 12 вересня 2014 року з'явилася інформація, що Київський районний суд Харкова змінив Кромському запобіжний захід на особисте зобов'язання. Однак, це рішення суду викликало обурення міністра МВС Авакова, і Кромський був залишений в ізоляторі СБУ. 17 грудня 2014 року Кромський був затриманий при спробі перетнути кордон з Росією, а 18 грудня 2014 року Київський райсуд Харкова відправив його на 60 діб в СІЗО. 30 січня 2015 року «Топаз» оголосив голодування «на знак протесту проти умов перебування в камері».
У червні 2015 року Київський районний суд міста Харкова розпочав розгляд кримінальних справ Ігната Кромського.
30 січня 2017 року суд визнав винним Ігната Кромського у посяганні на територіальну цілісність і недоторканність України, участі в масових заворушеннях і незаконному заволодінні авто та засудив його до 8 років позбавлення волі.
Під час дебатів прокурор просив призначити більш суворе покарання — 15 років позбавлення волі з конфіскацію майна.
|                                                                   | Прокуратура довела, що підсудний був організатором захоплення приміщення Харківської обласної державної адміністрації 1 березня 2014 року, учасником побиття євромайданівців, яких змусили пройти через так званий «коридор ганьби», а також організатором масових заворушень 14 березня 2014 року на вул. Римарській, під час яких загинули люди |
| — процесуальний керівник у кримінальному провадженні Олег Максюк. | |

У зв'язку із м'якістю призначеного покарання прокуратура звернулася до апеляційної інстанції.
28 вересня 2018 року Жовтневий районний суд міста Харкова ухвалив рішення про негайне звільнення з-під варти антимайданівця Ігната Кромського. У самому суді пояснили, що було розглянуто клопотання адвоката про перегляд строків тримання Кромського під вартою у відповідності з "законом Савченко", і суд врахував доводи захисту й ухвалив рішення про його негайне звільнення".
27 лютого 2022 року, під час російського вторгнення, був затриманий у Харкові в складі диверсійно-розвідувальної групи.